# Loni Liebermann
Loni Liebermann (* 29. September 1949 in Berchtesgaden) ist eine deutsche Fotografin und Zeichnerin.

## Biografie
Loni Liebermann studiert von 1970 bis 1975 Fotografie an der Folkwangschule in Essen bei Otto Steinert. Schon kurz nach ihrem Studium übernimmt sie zwischen 1976 und 1984 Lehraufträge an den Fachhochschulen in Augsburg und Aachen. Ihre Fotografien und Zeichnungen wurden in Deutschland, Polen, Frankreich, Belgien, den Niederlanden und der Schweiz ausgestellt. Seit 1998 ist sie Mitglied der Deutschen Fotografischen Akademie. 2009 begründete sie das Internet-Archiv und -Journal Euregio im Bild.
Sie lebt und arbeitet in Herzogenrath bei Aachen.

## Werk
Loni Liebermann verfolgt eine künstlerische, konzeptuelle Fotografie. Sie beschäftigt sich mit Phänomenen der Wahrnehmung, indem sie Gegenstände aus ihrer nahen Umgebung und ihrem Alltag ins Bild setzt. Sie sieht Fotografie als ein geistiges Werkzeug, um einen Dialog zwischen dem Gebrauch und dem Wesen der Dinge anzuregen. Sie zielt so auf die Vermittlung komplexer Zusammenhänge mittels einer Bildsprache, ohne dabei auf spektakuläre Motive zurückzugreifen. „Ich suche keine großartigen oder außergewöhnlichen Motive für meine Aufnahmen, da ich glaube, dass das nur von dem Ablenken würde, worauf es mir ankommt. Ebenso wenig bin ich an „überwältigenden“ Fotos interessiert, viel mehr wünsche ich mir, dass sie dem Betrachter ein Gegenüber sind, dass sich ihm durch eine Klarheit, Schlichtheit und Ruhe eröffnet und im Laufe der Zeit an Komplexität gewinnt.“
In den 1970er Jahren beschäftigt sich die Künstlerin mit dem Wechselspiel zwischen Licht und Schatten in Bezug auf Objekte. Gegen Ende der 70er Jahre setzt sie sich mit Unschärfeeffekten und Schärfe auseinander. Dabei produziert sie Fotoserien und experimentiert mit Studiogeräten, die ihr die Möglichkeit gegeben haben, die Schärfeebene zu variieren. 1982 erweitert sie ihr Schaffen mit Farbfotografie.

### Speisen
In ihrer Fotoserie „Speisen“ inszeniert sie Nahrungsmittel, die uns durch ihre Form und Verwendung vertraut sind. Indem sie die Objekte aus ihren gewohnten Kontexten und Räumen entfernt, entstehen ungewöhnliche Konstellationen. Die Objekte erscheinen fremd und lösen sich von unseren üblichen Assoziationen. Die Fotos schaffen auf diese Weise neue (Bild-)Zusammenhänge und zwingen uns dazu, genauer hinzuschauen. Dadurch regen sie zur Reflexion über neue Wahrnehmungen und Realitäten an. Wir werden ermutigt, konventionelle Normen und rationale Erklärungen beiseitezulegen.

### Stühle
"Ohne Titel" aus der Serie "Stühle" (1986–1988)
 Silbergelatinepapier
  Bildmaß: Höhe: 16,7 cm; Breite: 20,8 cm
 Museum für Kunst und Gewerbe,  Sammlung: Fotografie und neue Medien

Link zum Bild

In ihre Schwarz-Weiß-Fotoserie, die zwischen 1986 und 1988 entstanden ist, verwendet die Künstlerin Techniken wie Unschärfen und Doppelbelichtungen, um eine Atmosphäre zu schaffen, in der die Stühle in den Mittelpunkt gerückt werden. Ihre Beleuchtungstechnik verleiht den Bildern sanfte Übergänge, tiefe Schatten, Unschärfeeffekte und spielt mit Licht und Schatten. Die Stühle, die in einem dunklen Raum stehen, werden unter dem Einfluss von Licht und mehrfacher Belichtung zu vielseitigen Darstellern von Raum- und Körperempfindungen, bis hin zur Auflösung und Feinheit.

### Gehen
Im Jahr 2011 entstandene Fotografien halten die rhythmische Bewegung des Gehens fest. Während des Gehens aufgenommen, konzentrieren sich die Bilder auf die Farbgestaltung, die durch das Beobachten und Erleben während dieses Aktes entsteht. Dabei nehmen die die Tageslichtverhältnisse, die Vegetation und die Umgebung auf und widmen sich der Darstellung des Lichtes.

### Beschreibung des Werkes durch die Künstlerin
„Im Strom der Veränderungen und Ereignisse wirken Dinge wie Inseln der Stabilität. Alle Dinge, für sich genommen, sind Stillleben. In gewisser Weise zählen dazu für mich auch Landschaften. So wie auch das Stillleben – als Wort wie als Bild – bereits eine gewisse Doppeldeutigkeit in sich birgt, so ist unsere Wahrnehmung von den Dingen der Welt stets von vielfältigen kulturellen und persönlichen Faktoren geprägt. Das ‚Ding an sich‘ geht mit Raum, Zeit, Erfahrungen und mit den individuellen Besonderheiten wie Einschränkungen der Betrachter eine innige Verbindung ein. Die mediale Umsetzung verändert die Wahrnehmung der (künstlerisch erarbeiteten und gezeigten) Gegenstände. Sie überlagert unser Sehen, Meinen und Fühlen mit einer Schicht neuer Bedeutungen und Möglichkeiten. Diese Verwandlungen interessieren mich vor allem.“

## Ausstellungen

### Einzel- und Doppelausstellungen, Performances, und Videos
- 1978: Galerie Spectrum, Hannover
- 1982: Sybille und Gerd Bielefeld, Oberursel
- 1984: Fotoforum Bremen, mit Workshop
- 1985: Galerie Jutta Rößner, Stuttgart
- 1987: Galerie Harry Pennings, Eindhoven NL
- 1987: „Steine“, studio 666, Paris F
- 1988: Galerie Jutta Rößner, Stuttgart
- 1989: Centre de la Photographie, Genève CH
- 1989: Museum für moderne Kunst des Lkr. Cuxhaven, Otterndorf
- 1989: Künstlerwerkstatt Lothringerstr., Ladengalerie, München
- 1990: „Dinge“, Fotogalerie der staatlichen Landesbildstelle Hamburg
- 1991: „Stühle“, Le Parvis - Centre de Developpement culturel, Tarbes F
- 1992: Galerie Hoenisch, Groß-Umstadt
- 1992: „Handglanz“, Turmhofgalerie Dr. Hoffmann, Wuppertal
- 1993: Archivgalerie Friedberg, Friedberg bei Augsburg
- 1996: „Bücher“, Öffentliche Bibliothek der Stadt Aachen
- 1996: „Bücher“,Stadtbibliothek Viersen
- 1996: Familienbildungsstätte und Drogenberatung Viersen
- 1997: „Bücher“, Stadtbibliothek Langenfeld
- 1997: Goethe - Institut, Nancy F
- 1997: Praxisgemeinschaft H. Lamp u. S. Dehnhardt, Aachen (Zeichnungen)
- 1998: Tao-Chi Schule, Krefeld (Zeichnungen)
- 1998: „Handglanz“, Galerie Coiffeur, Leinfelden-Echterdingen
- 1998: „Bücher“, Stadtbücherei Alsdorf
- 1998: Diözesantag der kfd im Eurogress, in Zusammenarbeit mit Ulrike Häßler
- 1999: „ge-Macht“, August-Pieper Haus, Akademiefest, in Zusammenarbeit mit Ulrike Häßler, : Aachen
- 1999: ivent, Köln-Königsdorf
- 1999: Metamorphose, Performance mit Kerstin Balke-Becker auf der fam´99, Eurogress, Aachen
- 2000: Praxis Theo Schreiber, Aachen (Zeichnungen)
- 2001: Performance u. Ausstellung zum Thema Wasser mit Ausstellung, Klösterchen, Herzogenrath (Zeichnungen)
- 2001: Forum für Kunst und Kultur Herzogenrath in der Euregio, Sparkasse, Herzogenrath: : :  (Zeichnungen)
- 2001: Wushu-Instituut Hoyer, Brunssum, NL (Zeichnungen)
- 2002: Dojo-Galerie, Helmut Oberlack und Tamara Graf, Hamburg (Zeichnungen)
- 2003: Taijiquanschule Daniel Grolle-Moscovici, Hamburg (Zeichnungen)
- 2003: Tao-Chi (Sabine Mayerhofer), Ravensburg (Zeichnungen)
- 2003: Kuratorin der Ausstellung Ingeborg Lehnertz Schröter: Bildnisse, Kunstverein Herzogenrath in der Euregio
- 2003: Kunstverein Weiden i. d. Oberpfalz
- 2003: Kunst im Fluss der Bewegung – taiji meets art, Hamburg (Zeichnungen)
- 2003: Le P´tit Paris – Taiji Rhenan, La Chaux-de-Fonds, CH (Zeichnungen)
- 2004: Zeichnungen und Performance im Kulturzentrum Faust, Kunsthalle, anlässlich des 2. Europäischen Cheng Man Ching Forums, Hannover
- 2005: TAO LAO, Konzert von Ralf Schlüter und Ludger Singer mit einer Video-Installation von Loni Liebermann, Aachen
- 2008: Galerie Art Pütz, zusammen mit Heidi Theissen, Montzen, Belgien
- 2013: „Things Happen“, Buch- und Kunstkabinett Konrad Mönter, Meerbusch
- 2013/2014: „gehen“, Museum in der wARTEhalle, Welchenhausen
- 2017: Video mit Objekten der Künstlerin Anke Wolf
- 2018: Video-Dokumentation der Veranstaltungsreihe „Spiritualität und Transformation“, Region Aachen
- 2019: Evangelische Akademie Tutzing, begleitende Bildprojektionen zu Impuls und Gespräch mit Prof. Dr. Wolfgang Schmale, Prof. Dr. Marie-Theres Tinnefeld, Sabine Leutheusser-Schnarrenberger
- 2021: Video für die Musikerin und Komponistin Viola Kramer von der Uraufführung ihrer Performance „Dirigat der Stille“ im Frauenmuseum Bonn
- 2022: nominiert für den „Prix de la Photographie – Clervaux Cité de l´image“ von Clervaux: (Luxemburg), Ausstellung der Finalisten, Foto & Video „Dirigat der Stille“
- 2022: Videoproduktion „Traum Raum Spiel“, eine Zusammenarbeit mit Mona Creutzer
- 2023: „Zwischen Fiktion und Täuschung“ im Raum für Gäste, Fotografie Festival Aachen, Fotografie und Video: : :
- 2023: Ausstellung Wiki Women – Wissen gemeinsam ergänzen, Museum für Kunst und Gewerbe Hamburg, 12.10.2023 – 28.04.2024.[7]

### Zusammenarbeit mit Theater k
Aachen, digitales Bühnenbild mit Video-Installationen
- 2013: „Was wahr war“, Aachen
- 2014: „In der Einsamkeit der Baumwollfelder“ (Salvatorkirche, Aachen)
- 2016: „Symposion“ (Suermondt-Ludwig Museum, Aachen)
- 2018: „Utopia Machina XXL“ (in der Maschinenhalle des historischen Tuchwerks, Aachen)
- 2020: „Miniaturen“ „Silentio“ (Ludwig Forum für Internationale Kunst, Aachen 2021)
- 2022: „Dieser Eine“, Tuchwerk Aachen
- 2022: „Medea“, Tuchwerk Aachen

## Werke in öffentlichen Sammlungen
Die Sammlung des MK&G umfasst 46 Werke, eine Schenkung der Künstlerin aus dem Jahr 1990.